# Cours Florent
Der Cours Florent ist eine 1965 vom Schauspieler François Florent gegründete private Schauspielschule in Paris. Seit 2002 ist ihr das Théâtre du Marais angeschlossen. 

## Geschichte
Im Jahr 1967 gründete der Schauspieler und Pädagoge François Florent die Schauspielschule Cours Florent in Paris. Seine Hauptambition bestand in der Entwicklung einer innovativen Theaterpädagogik, die jeden einzelnen Schüler zum Zentrum der Ausbildung machen und dessen individuelle Fähigkeiten stimulieren und in der Praxis entwickeln sollte. Im Jahr 1978 rief François Florent die „classe libre“ ins Leben. Jedes Jahr werden dafür im Rahmen eines internationalen „concours“, eines Wettbewerbs, 20 Teilnehmer aus ca. 1700 Kandidaten pro Saison ausgewählt, denen der Cours Florent eine zweijährige Spezialausbildung gratis zukommen lässt. 
Ab 2011 wurde die Schule von Frédéric Montfort geleitet. 2022 übernahm die Tiroler Schauspielerin Simone Strickner die Leitung.

## Ausbildung
Der Cours Florent bildet zum Berufsschauspieler für Bühne, Film,  Fernsehen und Hörspiel aus. Die Pariser Zentrale bietet eine Theaterausbildung in französischer, englischer und deutscher Sprache, einen spezifischen Filmzweig nach dem 1. Jahr der Grundausbildung, einen Musical-, einen Musik- und einen Regiezweig. Das Spektrum umfasst zudem Klassen für Kinder ab sieben Jahren, für Jugendliche ab elf Jahren und einen Kurs zur Vorbereitung auf die Aufnahmeprüfung für das Conservatoire national supérieur d’art dramatique. 
Seit 2013 ist der Cours Florent Teil des Netzwerkes „Galileo“, was den Studierenden neue Möglichkeiten auf internationaler Ebene und den Zugang zu weiteren künstlerischen und wirtschaftlichen Studienzweigen als Erweiterung des Schauspielstudiums bietet.

## Standorte
Der Cours Florent ist in Paris, Brüssel, Montpellier und Bordeaux permanent vertreten und bietet regelmäßig Workshops in verschiedenen französischen Städten (Lyon, Bordeaux, Lille, Strasbourg, Rennes etc.) und London an. Ab 1. Oktober 2019 bietet die Hochschule Macromedia in Berlin in Kooperation mit dem Cours Florent einen Bachelor-Studiengang an.

## Bekannte Schüler
- Agnès Jaoui
- Alice Evans
- Audrey Tautou
- Camille Razat
- Diane Kruger
- Dominique Blanc
- Elsa Zylberstein
- Francis Huster
- Gad Elmaleh
- Gaya Verneuil
- Guillaume Canet
- Guillaume Gallienne
- Isabelle Adjani
- Jacques Weber
- Jérémie Lippmann
- Julien Boisselier
- Laurent Lafitte
- Martin Ploderer
- Michaël Youn
- Mylène Farmer
- Pierre Niney
- Pom Klementieff
- Samuel Le Bihan
- Sanâa Alaoui
- Sandrine Kiberlain
- Sara Forestier
- Sophie Broustal
- Sophie Marceau
- Sylvie Testud
- Thierry Hancisse
- Tómas Lemarquis
- Yvan Attal